# Our Happy Hardcore
Our Happy Hardcore er det andet studiealbum fra det tyske band Scooter, udgivet i 1996. Albummet indeholder de 3 singler Back in the U.K., Let Me Be Your Valentine og Rebel Yell som er en coverversion af Billy Idols sang af sammen navn.

## Spor
1. Let Me Be Your Valentine (5:42)
2. Stuttgart (4:52)
3. Rebel Yell (3:57)
4. Last Minute (2:57)
5. Our Happy Hardcore (5:25)
6. Experience (4:56)
7. This Is A Monstertune (4:22)
8. Back In The U.K. (3:25)
9. Hysteria (5:18)
10. Crank It Up (4:08)

## Chart positioner
| Titel                | Chart-Positioner | Chart-Positioner | Chart-Positioner | Chart-Positioner | Chart-Positioner | Chart-Positioner | Chart-Positioner | Chart-Positioner | Chart-Positioner | Chart-Positioner |
| Titel                | Tyskland         | Tjekkiet         | Ungarn           | Polen            | Finland          | Irland           | Schweiz          | Østrig           | England          | Sverige          |
| -------------------- | ---------------- | ---------------- | ---------------- | ---------------- | ---------------- | ---------------- | ---------------- | ---------------- | ---------------- | ---------------- |
| "Our Happy Hardcore" | 17               | Guld             | Platin, Guld     | Guld             | 8                | 8                | 9                | 16               | 24               | 31               |